# エミリオ・アギナルド

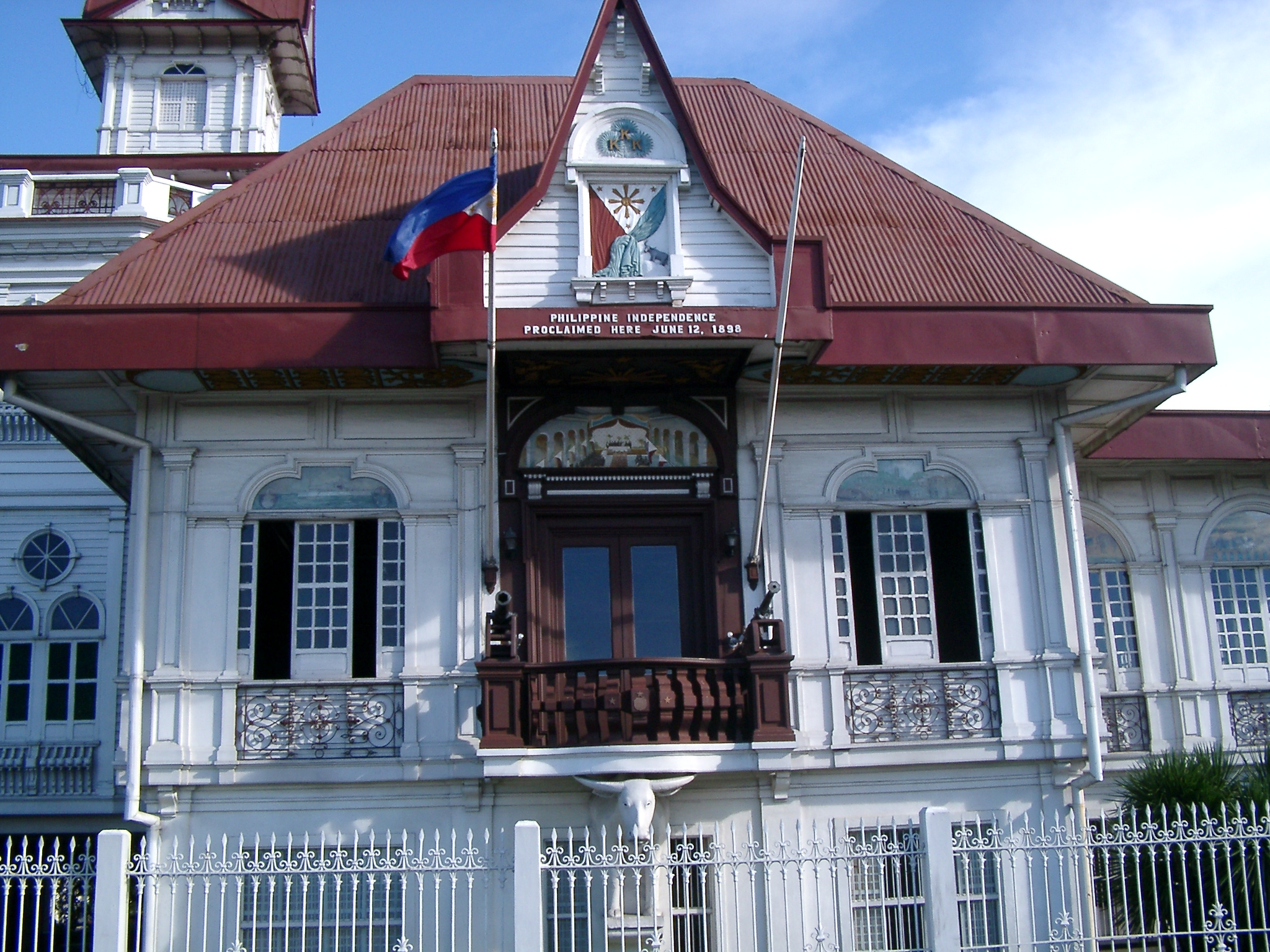
カヴィテ州に所在するエミリオ・アギナルドの生家。

エミリオ・アギナルド・イ・ファミイ（Emilio Aguinaldo y Famy，1869年3月22日 - 1964年2月6日）は、フィリピンの革命家。フィリピン第一共和国の初代大統領。
業績を記念し、マニラのエドゥサ通りにあるアギナルド空軍基地（国防省が同居）にその名が残されている。また、1987年より発行されていた5ペソ紙幣に肖像が使用されていた。

## 生涯

### 前半生
エミリオ・アギナルドはスペイン領東インドのカウイト（現フィリピン共和国カヴィテ州）で、中国系メスティーソの弁護士にしてカウイト町長を務めた経験を持つカルロス・アギナルドと、妻トリニダードの間に四男として生まれた。幼少期に天然痘に罹患したものの、生き延びて小学校を卒業後、マニラのサンファン・デ・ルトラン高校に進学したが、1882年のコレラによる高校の閉鎖後、復学せずに13歳にして学校教育を終えている。その後、父親が死亡していたため母親の事業を手伝った後、次兄のベニグノ・アギナルドが病死した為に年齢制限に関する特例が認められ、17歳にして次兄ベニグノが務めていたカウイトのビナヤカン地区のバランガイの首長を引き継いだ。その後、1895年に25歳にして、長兄クリスプロ・アギナルドが務めていたカウイト町長の職務を引き継いだ。翌1896年1月にイムス出身のヒラリアと結婚している。

### フィリピン独立革命への参画

カティプナン党旗。

フィリピン諸島は16世紀以来スペインに植民地化されており、フィリピン先住民はスペイン植民地当局による重税と重労働で虐げられていたが、1892年にアンドレス・ボニファシオが中心となり秘密結社「カティプナン」が結成されていた。カウイト町長を務めていたアギナルドは、ホセ・リサールを筆頭とするスペイン留学を経験したフィリピン人独立派知識人が参画していたフリーメーソンのイムスのロッジに参加した。その後更に、1895年3月にマニラを訪れた際にアンドレス・ボニファシオと出会い、その場でカティプナンに入会した。
1896年8月19日にカティプナンの陰謀が新聞紙上で報道されたことを契機にスペイン植民地政府当局は先手を制してカティプナンを検挙する方針を打ち出したため、後手に回ったボニファシオは1896年8月23日に同志と共に「プガドローインの叫び」を発し、武装蜂起を宣言した。同年8月30日にボニファシオに率いられたカティプナン部隊がマニラ北方のサンフアンデルモンテのスペイン軍基地を襲撃したが、ボロ（蛮刀）、弓矢、竹槍などで武装したボニファシオ軍はスペイン現地軍に敗北を重ねた。他方、ボニファシオ軍の敗報を受けたアギナルドは翌8月31日に独自に「カヴィテの叫び」を発し、独自の軍を編成して9月3日のイムスの戦いと11月9日のビナヤカンの戦いでスペイン軍に勝利し、カヴィテ州を武力解放した。この間、マニラではホセ・リサールの裁判が進み、アギナルドはリサール奪還を試みたが、計画は中止を余儀なくされ、12月にリサールはスペイン植民地政府によって銃殺刑に処された。
1897年に入ると、本国から4万人の増派を得たスペイン軍の反攻が進み、2月15日にアギナルドの支配するカヴィテ州への進軍が始まった。翌3月のパソンサントルの戦いでは兄のクリスプロ・アギナルドが戦死し、拠点を置いていたイムスの町からアギナルドは撤退、ナイクに移動した。5月にスペイン軍はナイクに立て籠もるアギナルド軍に対する総攻撃を行い、アギナルドは一度死を覚悟したものの、副官のマリアノ・ディアス大佐の進言を受け入れて脱出を決意し、徒歩でマラゴンドンの町にまで敗走した。また、この5月のカティプナンの敗北期にカティプナンの内部抗争が発生し、アギナルド自身は一度流刑への減刑を思いつつもグレゴリオ・デル・ピラールらの進言を受け入れボニファシオを銃殺刑に処し、カティプナンの指導権を握った。
その後、マラゴンドンの町の維持も難しくなったためにアギナルドはカヴィテ州からの撤退を決断、マニラ北部のピアクナバトを目指して進軍を開始し、6月のピュライ山の戦いでスペイン軍を破った後、6月24日にピアクナバトに到達した。同年11月、ブラカン州に総司令部を置き、「ビアクナバト共和国」を樹立。自ら大統領と名乗る。その後もアギナルドはピアクナバトからフィリピン各地のゲリラ戦を指導しつつスペイン軍と交戦を続け、マニラのブルジョワ弁護士ペドロ・パテルノの仲介を得てスペイン当局と1897年12月14日に和平協定（ビアクナバト協定）を調印、スペイン側から補償金を得て亡命を申請し、アギナルドと他26人のカティプナンは同年12月31日に香港に到着した。香港の湾仔街（ワンチャイ）で自転車業を営み、これに伴いフィリピンのスペインからの独立運動もしばらく落ち着くかのように見えた。

### フィリピン第一共和国建国

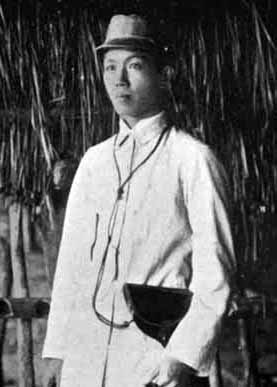
1898年に撮影された写真。

1898年2月15日にスペイン領キューバのハバナ湾でアメリカ海軍のメイン号が爆沈した事件を契機にアメリカ合衆国はスペインに宣戦を布告、米西戦争が勃発した。アギナルドは香港亡命中にフィリピン人弁護士のフェリペ・アゴンシリョを通し、1898年3月16日にアメリカ合衆国アジア艦隊のデューイ提督の代理のウッズ大佐と接触し、革命陣営の内紛を経て4月7日に香港を退去した後、シンガポールにてプラット駐シンガポール合衆国領事からの接触を受け、プラット領事から文書にしないことを条件にアメリカ海軍がフィリピン独立を支持する旨のデューイ提督の返答を受け取った。
米西戦争勃発後、香港に駐留していたアメリカ海軍アジア艦隊がデューイ提督の指揮下、5月1日にマニラ湾海戦でカヴィテ港のスペイン海軍艦隊を全滅させた。アギナルドはこの駐フィリピンスペイン海軍撃滅の報を知った後、5月4日にシンガポールから香港に戻り、デューイ提督の提案を受諾した。5月16日にアメリカ海軍のマカロック号に乗って香港を発った後、5月19日にフィリピンに帰還し、デューイ代将と旗艦オリンピアにて会談、デューイ提督からはモーゼル銃をはじめとする兵器の提供を受けた。アギナルドは5月24日にフィリピン独立戦争の再開を宣言、再編成したフィリピン革命軍を率いて5月28日にスペイン海軍陸戦隊270名を打倒し、この戦闘時に初めてフィリピン旗を掲げ、5月31日からスペイン軍への攻撃に移った。6月初頭にスペイン軍を打倒したフィリピン革命軍は1898年6月12日にカウイトの自宅にて各国代表やジャーナリストを招き、フィリピンの独立を宣言した。独立宣言に際してアギナルドは軍楽隊長のジュリアン・フェリペに独立式典に用いるための曲の作曲を依頼し、ジュリアン・フェリペは「ラ・マルセイエーズ」を念頭に「フィリピン行進曲」を作曲、独立宣言に際して新たに定められたフィリピンの国旗と共にフィリピンの国歌に採用された。現在も6月12日はフィリピンの独立記念日とされている。

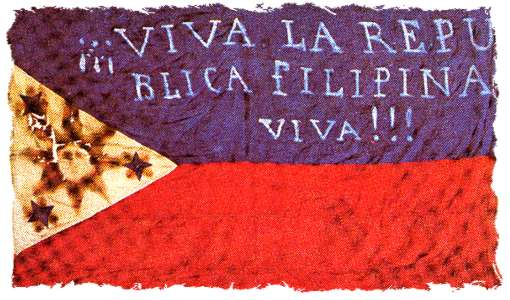
フィリピン革命軍の旗。スペイン語で「万歳！！！フィリピン共和国万歳！！！」と書かれている。

1898年6月にアメリカ合衆国大統領のウィリアム・マッキンリーはデューイ提督の要請の3倍に当たる15,000人のアメリカ陸軍部隊の派兵を決定し、7月25日にはメリット陸軍大将が着任、翌7月末には1万を超えるアメリカ陸軍部隊がマニラに到達した。その間にもアギナルド軍はカヴィテ州を征圧した後、スペイン軍を追撃し、アウグスティン総督を含めて植民地政府をイントラムロスに追い詰めた。この危機に際してスペイン当局はアウグスティン総督を更迭し8月5日に新総督にフェルミン・ジョーデンが着任、アギナルドらフィリピン革命軍を除いたアメリカ軍とスペイン軍の間で和平工作を始め、ベルギーのアンドレ領事の仲介でアメリカ軍に受諾された密約に基づいて、8月12日にアメリカ軍はマニラを包囲していたフィリピン革命軍に包囲の一部解除を要請、翌8月13日にアメリカ軍単独でマニラに入城し、フィリピン革命軍に降伏することを拒んだスペイン植民地政府はアメリカ軍に単独降伏した。
アメリカ軍とスペイン軍の密約により、マニラ入城を果たせなかったフィリピン革命軍と新たなマニラの支配者となったアメリカ合衆国との関係は悪化し、9月9日にバコールを発ったアギナルド一行はブラカン州の州都マロロスに移動、バラソアイン教会にてヨーロッパ留学経験者を集め、革命議会を開催した。10月18日より革命議会では憲法制定の審議が始まり、カルデロン弁護士がラテンアメリカ諸国の憲法を参考に憲法草案を起草し、カトリック教会を国教に認めるか否かが紛糾点となったために政教分離を保留した上で、翌1899年1月21日にはマロロス憲法を公布、フィリピン共和国（フィリピン第一共和国）を樹立、1月23日にエミリオ・アギナルドは初代大統領に就任した。この際、アギナルドは1898年に日本にマリアン・ポンセを派遣した。日本滞在中にポンセは大隈重信、山縣有朋、犬養毅ら政府要人と親交を結び、フィリピン独立支援を通したアメリカ合衆国との関係悪化を望まない青木周蔵外務大臣の反対にも拘らず、川上操六参謀総長と犬養毅の支持によって平山周、宮崎滔天、中村弥六らが中心になり、日本陸軍が日清戦争で鹵獲した旧式のモーゼル銃と弾薬をドイツ系ユダヤ人商人ワインベルゲルを通じ、布引丸でフィリピン革命政府に送ろうとしたが、途中で布引丸が沈没した為にフィリピン革命軍への兵器引き渡しは失敗に終わった（布引丸事件）。

### 米比戦争
エミリオ・アギナルドはフィリピン革命政府代表としてフェリペ・アゴンシリョをアメリカ合衆国に派遣し、アゴンシリョは1898年10月1日に非公式にウィリアム・マッキンリーアメリカ合衆国大統領と会談したが、奔走の努力は実らず、同年12月10日にアメリカ合衆国とスペインの間に結ばれたパリ講和条約によって、スペインはアメリカにフィリピンの領有権を約2000万ドルで譲渡することを認め、翌1899年2月6日にアメリカ合衆国上院はパリ条約を批准したのであった。アメリカ合衆国上院は民主党議員を中心に2月4日までモンロー主義に基づいて植民地を持つことに反対する観点からパリ条約批准に反対する雰囲気があったものの、2月4日夜のフィリピン革命軍とアメリカ軍のサンファン橋発砲事件が2月5日のサンフランシスコの新聞に報道されたことが契機となり、2月6日の批准が実現したのであった。時のアメリカ大統領ウィリアム・マッキンリーは「フィリピン群諸島は合衆国の自由なる旗のもとに置かれなければならない」とする声明を発表した。当時のアメリカ海軍はマハンの大海軍主義の影響を受けており、更に共和党のマッキンリーはマニフェスト・デスティニーの名の下にフィリピン領有を欲していたのである。

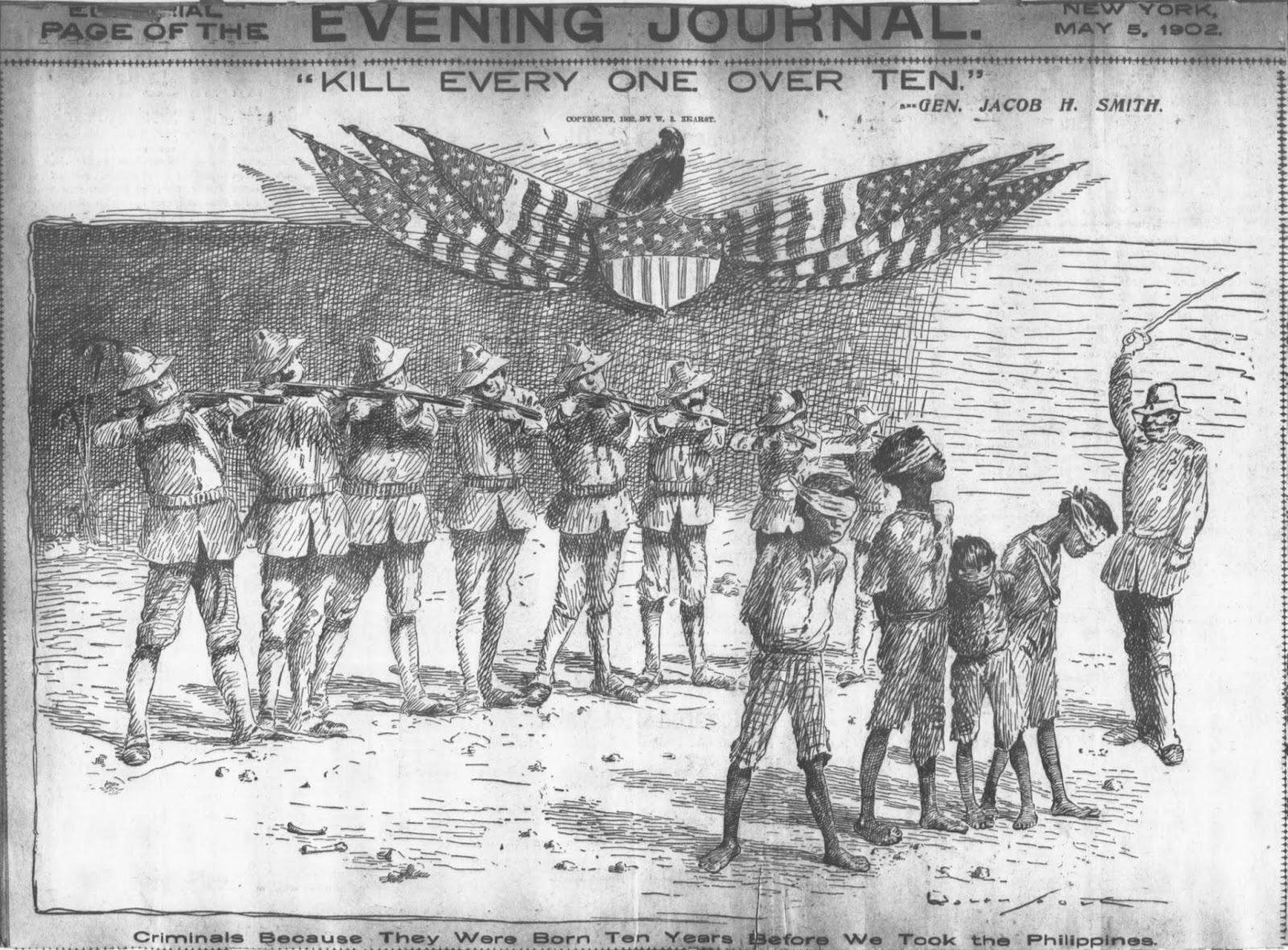
米比戦争中の『ニューヨーク・ジャーナル』紙による風刺画。フィリピン人を銃殺するアメリカ軍の背後には英語で「10歳以上の者は皆殺し」（"KILL EVERY ONE OVER TEN"）と書かれている。

アメリカ合衆国の政情以前にフィリピン現地では既に1899年1月4日、駐マニラアメリカ軍のオーティス総司令官がフィリピン領有宣言を発しており、アギナルドをはじめフィリピン国民は一斉に激しく抗議していたが、このフィリピン革命政府の抗議が受け入れられることはなく、2月5日のサンファン橋事件によってフィリピン側に3000名の死傷者が出たことを契機にフィリピン革命政府とアメリカ合衆国との間に新たな戦争が勃発した（米比戦争）。フィリピン軍はアメリカ軍への敗北を重ねた上、内部分裂が進行したためにアギナルドはアントニオ・ルナ准将を粛清して内部を固めた上で6月6日に首都をターラックを移転し、7月7日に新たな革命議会を開催したが、アメリカ軍の追撃は更に進み、1899年11月11日の敗走中にバヤンバンにてゲリラ戦への転換を指示し、1900年8月には最後の拠点イサベラ州パラナンに到達したものの、翌1901年3月にアギナルド大統領はアメリカ軍の捕虜となり、アメリカ軍のアーサー・マッカーサー2世軍政長官に対する「忠誠の誓い」と全軍への休戦を指示した。米比戦争は2年1カ月に及び、フィリピン軍の戦死者12,000人、アメリカ軍の戦死者4,000人、フィリピン非戦闘員の犠牲者20万人を出して終結した。
山田美妙がアギナルドの伝記を書いている最中にアギナルドは囚われの身となってしまったものの、山田美妙はめげずに当時の知識社会の限界からなる事実誤認を含みつつ、1902年（明治35年）に『比律賓独立戦話――あぎなるど』を刊行した。山田美妙による『あぎなるど』の刊行は明治時代の日本の知識人にフィリピン独立への同情を惹起し、平木白星は10節からなる詩「アギナルド」を作詩している他、押川春浪の冒険小説『東洋武侠団』にはアギナルドをモデルにした「安芸鳴人」なる人物が登場する話が存在する。

### 米比戦争敗北後
米比戦争敗北後、1901年4月にマッカーサーから釈放されたアギナルドは郷里のカウイトに帰還し、元革命軍兵士の生活支援をしつつ、農業と年金受給を中心とした長い引退生活に入った。日露戦争最中の1905年7月29日に特使として訪日していたアメリカ合衆国のウィリアム・タフト陸軍長官は大日本帝国の桂太郎内閣総理大臣と「桂・タフト協定」を結び、日英同盟を背景にフィリピンに於けるアメリカ合衆国の優先権と朝鮮に於ける大日本帝国の優先権が相互に承認され、フィリピンに於けるアメリカ帝国主義と朝鮮に於ける日本帝国主義が日米両国によって保障された。

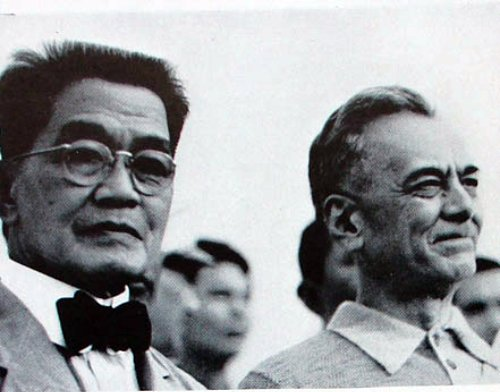
1935年に撮影されたエミリオ・アギナルド（左）とマニュエル・ケソン(右)の写真。両者は1935年のフィリピン・コモンウェルス大統領選挙に立候補したが、大差でケソンが勝利した。

1935年9月17日に実施されたフィリピン・コモンウェルスの大統領選挙には、本命のマニュエル・ケソン、及びかつてフィリピン独立教会を創設したグレゴリオ・アグリパイと共に、フィリピン共和国初代大統領、エミリオ・アギナルドも立候補したが、ケソンの697,000票に対し、アギナルドは179,000票、アグリパイは148,000票の得票となり、国政復帰は成らなかった。
第二次世界大戦によって1941年にアメリカの保護領であったフィリピン・コモンウェルスに日本軍が進撃してくると、アギナルドは日本との協力を選んでフィリピンに帰国したアルテミオ・リカルテ将軍の帰国を自宅で祝福し、かつて自分を捕えたアーサー・マッカーサー2世の息子、ダグラス・マッカーサーがコレヒドール島に立て篭もっていることに対して、フィリピン人の独立を求める立場から、マッカーサーの友として降伏を求める書簡を送っている。また、バターン半島の戦いの際にはラジオを通してマッカーサーに対してフィリピン兵の無実の若者の命を助けるために降伏するように求める演説までも行った。
1943年10月14日にホセ・ラウレル大統領の下でフィリピン第二共和国が独立を宣言した際には、アギナルドもリカルテと共に独立記念式典に参加したが、アギナルドはリカルテとは異なり、それ以上の対日協力を行わなかった。しかしながら、アメリカ軍のフィリピン反攻戦後、再びアメリカ合衆国がコモンウェルス政府と共にフィリピンに戻ると、アギナルドは対日協力者であるとして逮捕され、パラワン島のイワヒグ収容所に収容されたが、第二次世界大戦終結後の1946年、マニュエル・ロハス大統領によって恩赦が与えられ釈放された。1946年7月4日にフィリピン第三共和国が独立を達成した際には、アギナルドは独立記念式典にてフィリピンの国旗を高々と掲げるに至った。
その後、日本の明仁皇太子と美智子皇太子妃が1962年11月5日から5日間の日程でフィリピンを訪問した際に、93歳になっていたアギナルドは一時、病気療養から退院して1962年11月7日に皇太子夫妻をカヴィテの自宅に迎え、第二次世界大戦によって悪化していたフィリピン人の対日感情を和らげた。1963年の終わり頃にアギナルドは唯一の正統な自伝として『回想録』の出版を決意したものの、95歳の誕生日を一ヵ月前にした1964年2月6日、『回想録』の完成を見ることなく死去した。タガログ語で書かれた『回想録』は秘書のフェリサ・ディオクノが刊行を引き継ぎ、イースト大学のルッツ・コンドリノ教授によって英訳版が1967年に刊行された。
アギナルドの遺骸は故人の遺言に従い将軍の軍装ではなく、一兵士の軍装で埋葬された。

## 脚註

## 関連文献
- 山田美妙『あぎなるど―フィリッピン独立戦話』中公文庫で改訂再刊（1990年）。ISBN 978-4122017320